# Stanisław Chrościejewski
Stanisław Niger Chrościejewski (ur. ok. 1515, zm. po 1583) – polski doktor filozofii i medycyny, pisarz.

## Życiorys
Stanisław Chrościejewski urodził się w Ciechanowie. Jego ojcem był Jan Chrościejewski, z rodziny drobnej szlachty herbu Łabędź. W młodości pomógł mu w karierze kanonik gnieźnieński i płocki Stanisław Kilowski. Chrościejewski studiował filozofię na Uniwersytecie Lipskim, gdzie odnotowano go w 1534 roku. Jego studia zapewne trwały z przerwami do połowy roku 1538. Podobno studiował także w Wittenberdze. Jednak już w połowie 1536 roku razem z przyjacielem Klemensem Janickim otrzymali naganę za pisanie i rozpowszechnianie pamfletów („famosi libelli”) przeciwko kanonikom poznańskim; był wówczas pisarzem konsystorza poznańskiego i plebanem w Koszutach. Wiadomo, że do Poznania powrócił w końcu 1538 roku. Jeszcze w tym samym roku został oskarżony przed konsystorzem o sprzyjanie reformacji. Dyplom Zygmunta Augusta nadany Stanisławowi Chrościejewskiemu w 1566 roku podaje, że do 1541 roku nauczał on w Poznaniu młodych członków najprzedniejszych rodzin wielkopolskich. Po zebraniu środków zimą 1541/42 rozpoczął studia na Uniwersytecie w Padwie, które ukończył w 1544 roku uzyskując stopień doktora filozofii i medycyny. Jeszcze w 1542 roku zrzekł się beneficjum w Koszutach. Po studiach zamieszkał w Poznaniu i rozpoczął w tym mieście praktykę lekarską. Był także lekarzem rodziny Górków. Cieszył się wielkim uznaniem jako lekarz. Jednym z jego pacjentów był sam Zygmunt August. Król ten nadał Chrościejewskiemu w 1549 roku przywilej, potwierdzony w 1578 roku przez Stefana Batorego, który wyłączał go wraz z żoną spod jurysdykcji miejskiej, a jego domy zwalniał od wszelkich podatków. Chrościejewski cieszył się przyjaźnią zarówno patrycjatu miejskiego jak i szlachty wielkopolskiej. W latach 1557 i 1577 był wybierany na rajcę miejskiego. Dwukrotnie pełnił urząd burmistrza Poznania: w 1558 roku samodzielnie oraz 1567 roku wspólnie z Józefem Strusiem. Otrzymał od władz Poznania kilka działek w obrębie miasta, jak też poza jego murami. Stał się majętnym człowiekiem: był właścicielem 2 kamienic murowanych przy ul. Wronieckiej, dworku na Rybakach oraz znacznych zasobów w postaci klejnotów, łańcuchów, pasów i naczyń. Występował jako partner w interesach wobec duchowieństwa, szlachty, a nawet możnowładców: pożyczał im pieniądze i handlował z nimi gruntami. Był ewangelikiem oraz, razem z doktorem K. Lindnerem, podporą gminy wyznaniowej.
Ożenił się z Ewą z Lutosławskich h. Jelita. Małżonkowie mieli córki Teodozję, Zofię i Łucję oraz synów Łukasza i Jana. Szlachectwo Chrościejewskiego, jego żony i dzieci potwierdził Zygmunt August dyplomem z 10 sierpnia 1566. Stanisław Chrościejewski zmarł po 1583 roku.
Był autorem wierszy łacińskich oraz traktatów lekarskich. Wiadomo, że w 1538 roku jako student w Lipsku prezentował publicznie poemat na cześć poetów oraz mowę przeciwko zawiści. W tymże roku wydrukowano napisane przez niego łacińskie epitafium biskupa poznańskiego Jana Lubrańskiego. Z jego dzieł zachowały się „Elegia elegans laudem thermarum Carolinarum...” i traktaty: „Libellus de humoribus" (Kraków 1570) oraz „Libellus de usu ligni Guaiaci” (Kraków 1576). Tylko z tytułu znane jest jego dzieło medyczne „Liber de odore”.